# Manufacturing Dissent
Manufacturing Dissent is een Canadese documentaire uit 2007 onder regie van Rick Caine en Debbie Melnyk. De documentaire volgt het werk van Michael Moore kritisch. Anders dan andere kritische documentaires over Michael Moore is deze film gemaakt door zijn politieke medestanders.

## Inhoud
De documentaire gaat over de documentaires van Michael Moore, en zijn werkmethoden. Aan het begin van de film spreken Caine en Melnyk hun bewondering voor hem uit. Ze proberen meermalen een afspraak voor een interview met hem te maken, maar slagen daar niet in. De filmmakers worden zelfs door zijn medewerkers verwijderd bij een lezing die Moore geeft.
Ze komen erachter dat Moore beelden en feiten niet altijd chronologisch voorstelt, waardoor een verkeerd beeld zou ontstaan van gebeurtenissen en van uitspraken die gefilmde mensen hebben gedaan, bijvoorbeeld in Bowling for Columbine en Fahrenheit 9/11. Moore, die in de documentaire Roger & Me beweert dat General Motors-directeur Roger Smith hem weigert te spreken, heeft volgens de makers van de documentaire wel degelijk met Smith gesproken. Dit zou blijken uit een interview met een voormalig medewerker van Moore. Moore haalt beelden uit hun verband en zet situaties in scène. De documentairemakers spreken met een spijtoptante soldaat die door Moore is geïnterviewd en met de medewerkers van een bank, die door Moore zouden zijn gemanipuleerd om hem op film een vuurwapen te overhandigen. Voormalig presidentskandidaat Ralph Nader vertelt in de film dat Moore zijn campagne aanvankelijk steunde, maar hem daarna probeerde zwart te maken.
De documentaire wil aantonen dat Moore, die zijn politieke tegenstanders graag op ongewenste momenten filmt, zelf niet graag ongevraagd in de spotlights gezet wordt. Moore lijkt in deze film het werk van Caine en Melnyk regelmatig te dwarsbomen.
De filmmakers komen met valse perskaarten bij een van zijn bijeenkomsten binnen. Ze vertellen erbij dat ze deze methode van Moore zelf hebben afgekeken, die deze methode zelf ook in zijn films heeft gebruikt.
De vergeefse pogingen om tot een interview te komen, vertonen ook overeenkomsten met de films van Moore.